# Podmornica minopolagalka
Podmornica minopolagalka je vojaška podmornica, ki je namenjena za postavljanje pomorskih min.
V ta namen je prilagojena, da ima večje skladišče površine za mine. Sam tip podmornic ni bil posebno razširjen, saj je tehnologija kmalu tako napredovala, da so bile konvencionalne podmornice sposobne imeti večjo količino min poleg ostale oborožitve, tako da so kmalu podmornice minopolagalke postale zastarele in nepotrebne. Največjo uporabo so doživele med prvo svetovno vojno.